# Вардер (Південна Голландія)
Вардер (нід. Waarder) — село в нідерландській провінції Південна Голландія. Входить до муніципалітету Бодегравен-Реувейк.
Його площа становить 8,56 км², а населення станом на 2021 рік складало 1 660 осіб.
Перша згадка про населений пункт датується 1108 роком.
До 1964 року мало статус окремого муніципалітету.

## Галерея

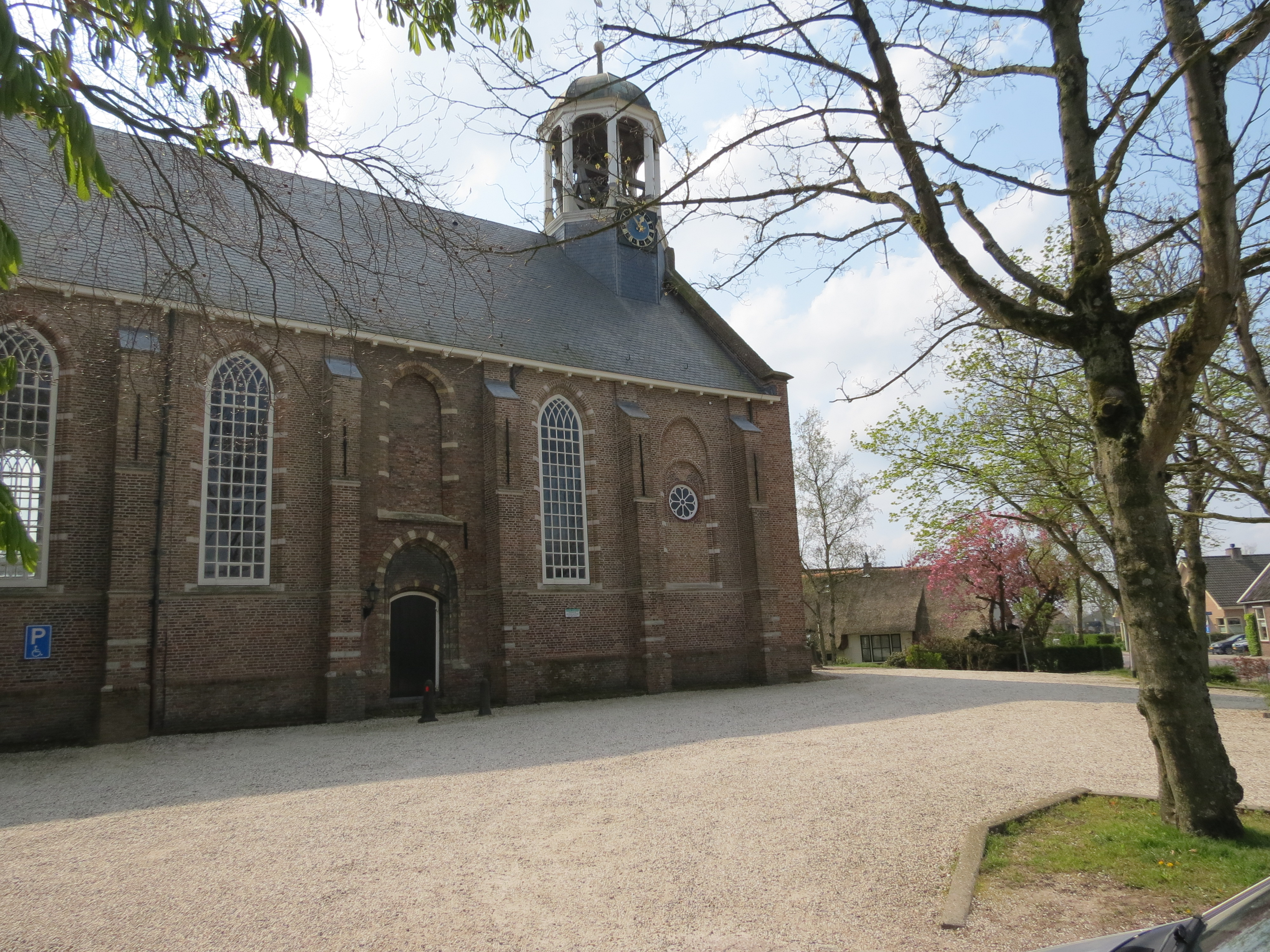
Реформистська церква
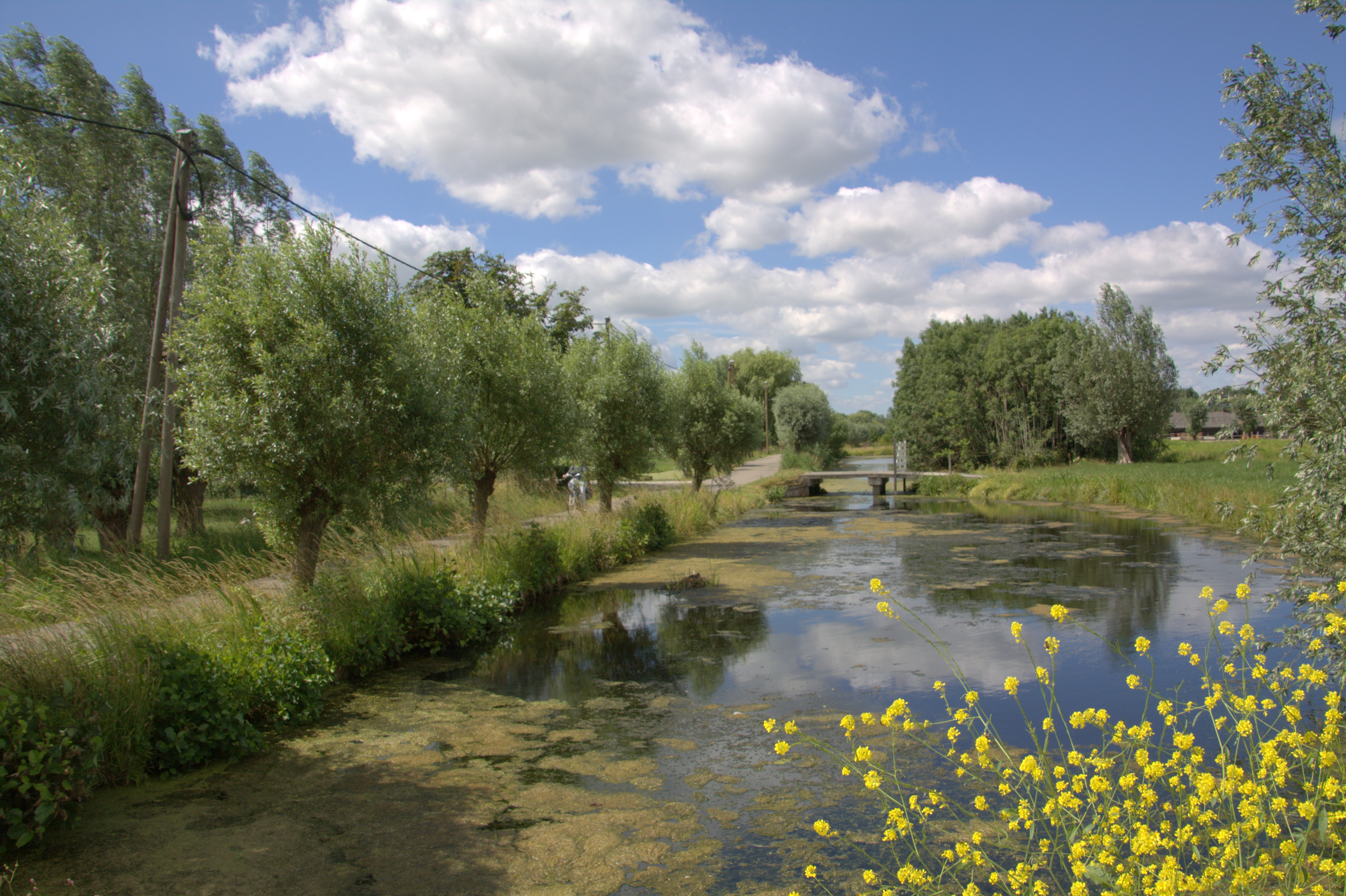
Природа поблизу села